# Audrey McLaughlin

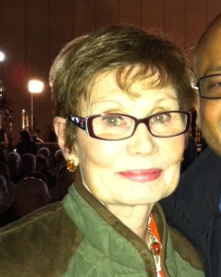
Audrey McLaughlin 2012

Audrey Marlene McLaughlin (* 8. November 1936 in Dutton, Ontario) ist eine kanadische sozialdemokratische Politikerin. Von 1989 bis 1995 war sie Vorsitzende der Neuen Demokratischen Partei. Zwischen 1987 und 1997 war sie Abgeordnete des Unterhauses für den Wahlkreis Yukon.

## Leben und Karriere
McLaughlin wurde 1936 in Dutton, Ontario, geboren. Sie arbeitete als Sozialarbeiterin in Toronto, Ontario, und in Ghana. 1955 schloss sie ihr Studium mit einem Diplom in Haushaltswissenschaften am MacDonald Institute ab, das später in die University of Guelph überging. Sie erhielt außerdem einen Master-Abschluss in Sozialarbeit von der University of Toronto. 1979 zog McLaughlin nach Yukon und gründete ein Beratungsunternehmen. 1986 arbeitete sie auf Barbados in der Entwicklungszusammenarbeit. 1987 wurde sie als Kandidatin der Neuen Demokratischen Partei für eine Nachwahl im Wahlkreis Yukon ausgewählt. Sie besiegte den Bürgermeister von Whitehorse, Don Branigan, und war damit die erste Frau, die den Yukon im Unterhaus repräsentierte. Bei den Unterhauswahlen 1988 wurde sie mit 51 Prozent der Stimmen wiedergewählt.
Nach dem Rücktritt von Ed Broadbent im Jahr 1989 beschloss McLaughlin, für den Parteivorsitzenden zu kandidieren. Am 2. Dezember 1989 besiegte sie den ehemaligen Premierminister von British Columbia, David Barrett, und fünf weitere Kandidaten, um Vorsitzende der Neuen Demokratischen Partei zu werden.
McLaughlin führte die Partei 1993 in die Unterhauswahlen. Die Partei schnitt schlecht ab und wurde von 44 Mandaten auf 9 reduziert. Die Wahl von 1993 war das erste Mal in der Geschichte der Partei, dass sie weniger als eine Million Stimmen erhielt. McLaughlin wurde in ihrem Wahlkreis Yukon wiedergewählt. Sie besiegte zum zweiten Mal den ehemaligen Bürgermeister von Whitehorse, Don Branigan. McLaughlin gab am 18. April 1994 bekannt, dass sie als Parteivorsitzende zurücktreten werde, sobald ihr Nachfolger gewählt sei. Ihr Nachfolger als Parteivorsitzende wurde 1995 Alexa McDonough. Bei den Unterhauswahlen 1997 trat sie nicht mehr zur Wiederwahl an.
Im Jahr 2000 trat sie dem National Democratic Institute bei und reiste in den Kosovo, um Frauen dabei zu helfen, bei den ersten demokratischen Wahlen des Landes zu kandidieren. McLaughlin war auch Präsidentin der Socialist International Women. Im August 2003 wurde sie zum Officer of the Order of Canada ernannt. Sie war Sargträgerin beim Staatsbegräbnis von Jack Layton im Jahr 2011.